# 約瑟夫·斯多利
約瑟夫·斯多利（英語：Joseph Story，1779年9月18日—1845年9月10日），美國律師、法學家。1811年至1845年任美國最高法院大法官。此前曾任美國眾議院麻省第二選區議員。
斯多利1811年獲詹姆斯·麦迪逊任命為最高法院法官，是歷來最年輕者任此職。
1997年，在斯蒂芬·斯皮尔伯格的電影《勇者無懼》中，退休最高法院法官布萊克門扮演斯多利就美國訴阿米斯達號案宣讀判詞。是首位最高法院法官於電影中扮演另一位法官。
斯多利是民主共和黨人。1845年在麻省去世，斯多利於最高法院任職33年，於大法官供職時長中排名第九。
| 司法职务           | 司法职务                     | 司法职务                 |
| ------------------ | ---------------------------- | ------------------------ |
| 前任者： 威廉·库欣 | 美國最高法院大法官 1812–1845 | 繼任者： 利瓦伊·伍德伯里 |